# Salma al-Shehab
Salma al-Shehab (árabe: سلمى الشهاب; nacida en1988) es una estudiante de Arabia Saudita y presa de conciencia que fue sentenciada a 34 años de prisión por el Tribunal Penal Especializado en lo que se ha citado como la sentencia de prisión más larga jamás dictada a un  activista de derechos humanos en Arabia Saudita. Si bien la sentencia inicial de seis años de al-Shehab recibió relativamente poca prensa, su nueva sentencia en agosto de 2022 recibió atención internacional y generó críticas al gobierno de Arabia Saudita.

## Vida personal
Al-Shehab es miembro de la población chiita minoritaria de Arabia Saudita.
En el momento de su arresto en enero de 2021, al-Shehab era estudiante de último año de doctorado en medicina dental en la Universidad de Leeds en el Reino Unido, estaba casada y tenía dos hijos. Antes de mudarse al Reino Unido, se informó que al-Shehab trabajó como higienista dental y profesora en la Universidad Princess Nora bint Abdul Rahman en Riad.

## Arresto y encarcelamiento
En diciembre de 2020, al-Shehab retuiteó varias publicaciones que pedían reformas en Arabia Saudita, incluido el apoyo al derecho de las mujeres a conducir; la liberación de activistas locales, incluido Loujain al-Hathloul y el fin del sistema de tutela masculina del país. En enero de 2021, mientras estaba de vacaciones en Arabia Saudita, fue arrestada; durante su apelación de su sentencia, afirmó que había estado detenida durante 285 días después de su arresto antes de que el caso fuera remitido a un tribunal penal, en violación de las leyes que establecen que el tiempo de detención no debe exceder los 180 días; también afirmó que no tuvo acceso a su abogado y pasó 13 días en régimen de aislamiento. Mientras estuvo detenida, alegó que se había "violado" su dignidad, lo que se cree que se refería a una agresión física o sexual, y que la habían presionado para que dijera que era miembro de los Hermanos Musulmanes.
Al-Shehab fue sentenciada inicialmente a seis años de prisión por usar Internet para "causar disturbios públicos y desestabilizar la seguridad civil y nacional" e inicialmente se le dijo que sería liberada después de tres años. Su sentencia fue apelada por el fiscal estatal por ser "menor en vista de sus delitos", y en agosto de 2022 su sentencia se incrementó a 34 años, citando múltiples violaciones de las leyes contra el terrorismo y el ciberdelito de Arabia Saudita; incluidas acusaciones de ayudar a los disidentes al intentar "perturbar el orden público" y publicar "falsos rumores" en línea. También se le impuso una prohibición de viajar de 34 años para salir del país, a partir del cumplimiento de su sentencia de prisión. Al apelar la decisión, ella declaró que había retuiteado las publicaciones por "curiosidad" y para "observar los puntos de vista de los demás" y preguntó cómo su cuenta de Twitter, que tenía alrededor de 2000 seguidores, podría considerarse lo suficientemente importante como para causar terrorismo. También declaró que su sentencia había llevado a la "destrucción" de su futuro y el futuro de sus hijos.

## Reacción internacional
En Arabia Saudita, Lina al-Hathloul de la organización de derechos humanos de Arabia Saudita ALQST afirmó que el trato de al-Shehab demostró que el gobierno estaba "empeñado en castigar severamente a cualquiera que exprese sus opiniones libremente".
La nueva sentencia de Al-Shehab generó críticas del presidente de los Estados Unidos, Joe Biden, quien, sin embargo, se había reunido con Mohammed bin Salman unas semanas antes de la nueva sentencia de al-Shehab. En los Estados Unidos, The Washington Post publicó un editorial en respuesta al trato de al-Shehab calificando las promesas de bin Salman a Biden con respecto a mejorar el historial de derechos humanos de Arabia Saudita como "una farsa". El Departamento de Estado emitió un comunicado después de la sentencia de al-Shehab diciendo que "el ejercicio de la libertad de expresión para defender los derechos de las mujeres no debe ser criminalizado". La senadora Dianne Feinstein tuiteó que estaba "extremadamente preocupada" por la noticia de la sentencia de al-Shehab.
En septiembre de 2022, una carta abierta de 400 académicos del Reino Unido pidió al gobierno británico que tomara "medidas urgentes" para liberar a al-Shehab; un portavoz del gobierno dijo que los ministros habían expresado su preocupación a las autoridades de Arabia Saudita y que "seguirían haciéndolo". El alma mater de al-Shehab, la Universidad de Leeds, dijo que estaba "profundamente preocupada" por el arresto de al-Shehab.
Treinta y cinco organizaciones de derechos humanos emitieron un comunicado pidiendo que se ejerza presión internacional sobre Arabia Saudita para evitar una mayor escalada en la "represión de la libertad de expresión" en el país. La Iniciativa de Libertad calificó la sentencia de al-Shehab como "abominable"; también se alegó que la dura sentencia de al-Shehab se debió en parte a su pertenencia a la minoría chiita de Arabia Saudita. Amnistía Internacional informó que la sentencia de al-Shehab se había hecho para "dar ejemplo" a otros activistas y describió su encarcelamiento como "cruel e inusual"; el periódico británico The Guardian estuvo de acuerdo, señalando que al-Shehab no era una activista notable o prominente y que tenía relativamente pocos seguidores en las redes sociales.
Tras la nueva sentencia, el nombre de al-Shehab fue tendencia en Twitter.